# Eja
Eja é uma povoação portuguesa sede da Freguesia de Eja do Município de Penafiel, freguesia com 4,66 km² de área e 863 habitantes (censo de 2021), tendo, por isso, uma densidade populacional de 185,2 hab./km²
Eja inclui, desde 1852, o lugar de Entre-os-Rios, onde existem banhos desde a época romana, e que ainda funcionam. Por isso o nome de Entre-os-Rios ficou mais conhecido que o nome da freguesia e identifica-se frequentemente o lugar com a freguesia.

## Demografia
A população registada nos censos foi:
| Distribuição da População por Grupos Etários | Distribuição da População por Grupos Etários | Distribuição da População por Grupos Etários | Distribuição da População por Grupos Etários | Distribuição da População por Grupos Etários |
| -------------------------------------------- | -------------------------------------------- | -------------------------------------------- | -------------------------------------------- | -------------------------------------------- |
| Ano                                          | 0-14 Anos                                    | 15-24 Anos                                   | 25-64 Anos                                   | > 65 Anos                                    |
| 2001                                         | 216                                          | 192                                          | 610                                          | 180                                          |
| 2011                                         | 175                                          | 139                                          | 612                                          | 184                                          |
| 2021                                         | 100                                          | 94                                           | 480                                          | 189                                          |

## Património
- Igreja de São Miguel da Eja ou Igreja de São Miguel de Entre-os-Rios
- Nova Ponte Hintze Ribeiro e Ponte do IC35 sobre o rio Douro
- Ponte Duarte Pacheco
- Igreja de Santa Maria da Eja (antiga matriz)
- Capela de Nossa Senhora da Cividade
- Capela de Santa Luzia
- Capela de São Sebastião
- Capela de Santo António
- Capela de São Tiago
- Vestígios arqueológicos castrejos
- Vestígios arqueológicos da Quinta da Granja